# هكذا تكلم زرادشت (قصيد سمفوني)

هكذا تكلم زرادشت (قصيد سمفوني)

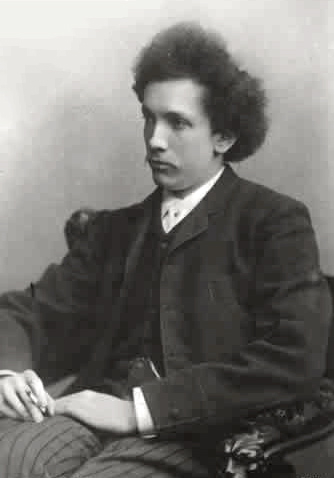
ريتشارد شتراوس 1894

هكذا تكلم زرادشت (بالألمانية: Also sprach Zarathustra) عمل موسيقي سمفوني وضعه المؤلف الموسيقي الألماني ريتشارد شتراوس (1864 – 1949) وصدر عام 1896 وهو مستوحى من رواية فريدريك نيتشه "هكذا تكلم زرادشت" التي صدرت بين عامي 1883-1885. قدم الملحن أول أداء لهذا العمل الموسيقي في 27 نوفمبر 1896 في فرانكفورت. يستمر الأداء النموذجي نصف ساعة. ظهر من أوراق الملحن شتراوس أن عنوان الجزء الأول من هذه السمفونية هو "شروق الشمس Sunrise" وحقق هذا الجزء شهرة عالمية عندما استخدمه المخرج ستانلي كوبريك عام 1968 في فيلمه "2001: ملحمة الفضاء" كما التقطه مغني الروك الأمريكي "إلفيس بريسلي" في بداية السبعينات من القرن العشرين ليصبح اللحن المميز الذي يتم عزفه مع بداية عرضه المسرحي في لحظات دخوله إلى المسرح مسرعاً ليتلقى تصفيق وصياح جمهوره.

## خلفية السمفونية
استوحى شتراوس هذا العمل الموسيقي من رواية الفيلسوف الألماني نيتشه "هكذا تكلم زرادشت" التي تحتوي سلسلة من المقالات والخطب تسلّط الضّوء على تأمّلات زرادشت (المصلح الديني الذي ظهر قبل عشرة قرون من ميلاد السيد المسيح في بلاد فارس والذي تأسست، بناءاً على أقواله، الدّيانة الزّرادشتيّة).

## الآلات المستخدمة
استخدم شتراوس في العزف مجموعة الآلات التالية: بيكولو، 3 مزامير، 3 مزمار، بوق إنجليزي، كلارينيت، كلارينيت باس، 3 باسون، كونتراباسون، 6 أبواق، 4 أبواق، 3 ترومبون، 2 توباس، طنباني، طبل باس، صنج، مثلث، جلوكنسبيل، جرس، وأرغن، وأوتار: 2 قيثارات، كمان 1 ، كمان 2، تشيللو، وباس مزدوج.

## بناء القصيد السمفوني
القطعة الموسيقية مقسمة إلى تسعة أجزاء يتم عزفها بثلاث فترات توقف محددة فقط. سمى شتراوس الأقسام بعناوين فصول مختارة من رواية فريدريك نيتشه "هكذا تكلم زرادشت":
1- شروق الشمس "Sonnenaufgang"
2- من الخلفاء "Von den Hinterweltlern"
3- من الشوق العظيم "Von der großen Sehnsucht"
4- عن الأفراح والمشاعر "Von den Freuden und Leidenschaften"
5- أغنية القبر "Das Grablied"
6- عن العلوم والتعلم "Von der Wissenschaft"
7- النقاهة "Der Genesende"
8- أغنية الرقص "Das Tanzlied"
9- أغنية هائم الليل "Nachtwandlerlied"
تسلط، هذه الفصول المختارة من رواية نيتشه، الضوء على اللحظات الرئيسية في رحلة زرادشت الفلسفية في الرواية. كانت الوقائع والأفكار العامة في هذه الفصول هي الإلهام المستخدم لبناء هيكل القصيدة النغمية.

## تسجيل العمل الموسيقي
قام سيرج كوسفيتزكي وأوركسترا بوسطن السمفونية بتسجيل هذا العمل لأول مرة في عام 1935. وفي عام 1944، قام شتراوس مع أوركسترا فيينا الفيلهارمونية بتسجيل تجريبي عالي الدقة للقطعة، وتم تسجيل على شريط تسجيل مغناطيسي ألماني. كما صدر هذا التسجيل على أسطوانات مطولة (LP) لشركة فانجارد للتسجيلات، وعلى قرص مضغوط من شركات تسجيلات مختلفة. قام صديق وزميل شتراوس، فريتز راينر، بعمل أول تسجيل ستيريو للموسيقى مع أوركسترا شيكاغو السمفونية في مارس 1954 لصالح شركة آر سي إيه - فيكتور. في عام 2012، تمت إضافة هذا التسجيل إلى قائمة التسجيلات الوطنية لعام 2011 التابعة لمكتبة الكونغرس والتي تضم التسجيلات الصوتية الأمريكية "المهمة ثقافيًا أو تاريخيًا أو جماليًا"، وأحتلت "هكذا تكلم زرادشت" من عزف أوركسترا فيلهارمونيا بقيادة لورين مازل إلى المركز 33 على قوائم أفضل الأعمال الموسيقية في المملكة المتحدة في عام 1969. تم تسجيل افتتاحية "هكذا تكلم زرادشت" لفيلم "ملحمة الفضاء: 2001" وكان العزف من أوركسترا فيينا الفيلهارمونية بقيادة المايسترو هربرت فون كاراجان.

ديوداتو - السو سبراتش زراتوسترا

## أستخدام المقطوعة في أعمال مختلفة
كان أستخدام المخرج ستانلي كوبريك عام 1968  لمقدمة "هكذا تكلم زرادشت" سبباً في شهرة هذه الموسيقى ومن ثم أستخدمها الكثيرين في أعمالهم الفنية كنذير لحدث مهم قادم أو يُستخدم بانتظام في المشاهد المتعلقة بالفضاء، ومن أشهر من أستخدمها:
1- مقدمة لحفلات المغني إلفيس بريسلي في سنواته الأخيرة  وأيضا استخدمتها محطة الإذاعة الأمريكية من شيكاغو "روك 955".
2- استخدمتها محطة "بي بي سي" في تغطيتها التلفزيونية لبعثات أبولو الفضائية.
3- قام الموسيقي البرازيلي "يومير ديوداتو Eumir Deodato" المتأثر بموسيقى الجاز والفانك بتوزيع المقطوعة الافتتاحية "شروق الشمس"، تحت عنوان "السو سبراش زاراشترا (2001)"، وصعدت إلى المرتبة الثانية على قوائم مبيعات الموسيقى الشعبية في بيلبورد هوت 100 في عام 1973، والمرتبة السابعة على قوائم أفضل الأغاني الفردية في المملكة المتحدة. كما فازت بجائزة أفضل أداء لموسيقى البوب ضمن جوائز جرامي عام 1974.  ظهرت هذه المقطوعة الموسيقية أيضا في أفلام: "أن تكون هناك" عام 1970 من بطولة بيتر سيلرز وفيلم "شاحنة العجائب Wonderstruck" عام 2017.
4- استخدمها المصارع المحترف المتقاعد والشخصية المعروفة في ثقافة البوب "ريك فلير" عند دخوله إلى حلبة المصارعة في معظم حياته المهنية.
5- فيلم "2010: العام الذي نتواصل فيه 2010: The Year We Make Contact" عام 1984.
6- فيلم "راجراتس" عام 1998.
7- قدمها فريق الروك الأمريكي "فيش" 249 مرة منذ بداية ظهوره على المسارح في 16 يوليو 1993، في مركز مان للفنون المسرحية في فيلادلفيا ، بما في ذلك 14 مرة في ساحة مدينة نيويورك ماديسون سكوير غاردن.
8- تم أستخدامها في فيلم الخيال العلمي (WALL-E) عام 2009.
9- سجل الموسيقي راي كونيف نسخة بعنوان Bah Bah Conniff Sprach (Zarathustra)  لألبومه الصادر عام 1973 تحت عنوان "أنت شمس حياتي"، تم استخدام هذا الإصدار في إعلان تلفزيوني لعام 2022 لصالح شركة "سيلز فورس".

## وصلات خارجية
https://musopen.org/music/1885-also-sprach-zarathustra-op30/ هكذا تكلم زرادشت (قصيد سمفوني)
https://imslp.org/wiki/Also_sprach_Zarathustra,_Op.30_(Strauss,_Richard) هكذا تكلم زرادشت (قصيد سمفوني)
https://www.npr.org/2012/01/14/145168801/alsop-sprach-zarathustra-the-conductor-decodes-strauss-iconic-tone-poem هكذا تكلم زرادشت (قصيد سمفوني)